# Tinerfe
Tinerfe is een uitgestorven geslacht van ribkwallen uit de klasse van de Tentaculata.

## Soorten
- Tinerfe coerulea Chun
- Tinerfe cyanea (Chun, 1889)